# ポール・デスモンド
ポール・デスモンド（Paul Desmond、1924年11月25日 - 1977年5月30日）は、アメリカ合衆国のジャズ・サックス奏者、作曲家。ウエストコースト・ジャズを代表するミュージシャンの一人で、デイヴ・ブルーベック・カルテット在籍時に作曲した「テイク・ファイヴ」等で知られる。

## 来歴
サンフランシスコ出身。父親はボヘミア地方からのユダヤ人移民。12歳でクラリネットを始め、後にサックスに転向。1946年、ジャズ・ピアニストのデイヴ・ブルーベックのバンドでデビュー。1956年にはジョー・モレロ（ドラム）が、1958年にはジーン・ライト（ベース）がデイヴのバンドに加入。1967年に至るまで、この4人で多くのアルバムを発表するが、特に『Time Out』（1959年）は、ポールが作曲した5拍子の楽曲「テイク・ファイヴ」が評判となった。更に1964年には、日本公演の印象を元に、日本の地誌や文化をテーマにしたアルバム『日本の印象 (Jazz Impressions of Japan)』を発表。
デイヴとの活動以外では、ジェリー・マリガンと度々共演し、また、1950年代中期からは、バンド・リーダーとしての活動も多くなる。1963年から1965年にかけて、RCAビクターと契約していた頃は、コニー・ケイ（モダン・ジャズ・カルテット）やジム・ホール等がポールのサイドマンを務めた。1963年に作曲・録音した楽曲「テイク・テン」は、「テイク・ファイヴ」の続編として作られたもの。
デイヴ・ブルーベック・カルテット脱退後、A&Mレコード内のサブ・レーベルCTIに移籍。全曲サイモン&ガーファンクルのカヴァーから成る『Bridge Over Troubled Water』（1969年）等の意欲作を発表。その後、A&Mのプロデューサーのクリード・テイラーがCTIレコードを独立させると、ポールも同社の専属となる。アルバム『Skylark』（1974年）は、「愛のロマンス」（映画『禁じられた遊び』テーマ曲）のジャズ・ヴァージョンを収録。また、チェット・ベイカーの復帰作『She Was Too Good To Me』（1975年）やジム・ホールのヒット作『Concierto』（1975年）に、サイドマンとして参加。
1977年5月30日、肺癌で他界。

## 評価
1950年代のジャズ・サックスでは、チャーリー・パーカーの影響力が強かったが、ポールはレスター・ヤング直系の繊細なスタイルを持ち味とし、異彩を放った。1950年代末期から1960年代前半にかけて、アメリカのジャズ専門誌『ダウン・ビート』の読者人気投票で、アルト・サックス部門の首位をしばしば獲得（1960年と1961年はキャノンボール・アダレイが首位だったが、1962年から数年間、ポールが再び首位に返り咲いた）。